# Belägringen av Peenemünde skans
Belägringen av Peenemünde skans ägde rum under pommerska kriget mellan Sverige och Preussen. Belägringen inleddes den 14 september 1757, då en svensk arméavdelning på 1 100 man under general Carl Ehrensvärds befäl, landsteg på ön Usedom där skansen var belägen. Efter tio dagars strid kapitulerade den 203 man starka garnisonen, varefter fästningen med 20 kanoner och stora mat- och ammunitionsförråd föll i svenskarnas händer.

### Webbkällor
- ”1757 - Swedish campaign in Pomerania”. Kronoskaf.com. http://www.kronoskaf.com/syw/index.php?title=1757_-_Swedish_campaign_in_Pomerania. Läst 9 juni 2021.